# Überziehung
Eine Überziehung (englisch overdraft) entsteht im Bankwesen bei Girokonten durch Verfügungen (Barauszahlung, Überweisung, Lastschrift), die entweder durch Kontoguthaben oder durch vorhandene Kontokorrentkredite (Dispositionskredite) nicht gedeckt sind.

## Allgemeines
Die Begriffe Dispositionskredit und Überziehungskredit werden uneinheitlich verwendet. Der Begriff Überziehungskredit wird in der Praxis einerseits für die bloße Duldung einer Überziehung verwendet, andererseits kann die Überziehung auch vertraglich vereinbart werden, so dass ein fälliger Rückzahlungsanspruch erst nach Kündigung dieser Abrede entsteht.
Überziehungen stellen eine Vertragsverletzung dar, weil der Bankkunde nicht berechtigt ist, durch Kreditvertrag vereinbarte Kreditlinien einseitig zu überschreiten oder Sollsalden zu verursachen, ohne dass hierfür eine Kreditlinie vorhanden ist. Handelt mithin ein Bankkunde eigenmächtig, ohne die positive Kreditentscheidung des Kreditinstituts abzuwarten, und beschafft er sich damit ungenehmigte Fremdmittel, liegt nach Kreditvertragsrecht stets eine Vertragsverletzung vor.

## Rechtsfragen
Überziehungen sind Sonderformen des Verbraucherdarlehensvertrages. Rechtlich ist zu unterscheiden zwischen der eingeräumten Überziehungsmöglichkeit und der geduldeten Kontoüberziehung. Das juristisch relevante Kriterium für die Abgrenzung beider ist, ob ein Kreditvertrag bereits geschlossen wurde, bevor der Kreditnehmer einen bestimmten Geldbetrag in Anspruch nimmt.

### Eingeräumte Überziehungsmöglichkeit
Die eingeräumte Überziehungsmöglichkeit ist in § 504 BGB geregelt. Die durch Kreditvertrag eingeräumte Kreditlinie stellt die vertragliche Höchstgrenze für die Kreditinanspruchnahme dar. Reicht dieses Kreditlimit jedoch nicht aus, so ist der Kreditnehmer verpflichtet, die Bank vor einer Überschreitung dieses Kreditlimits zu unterrichten und mit ihr eine Überziehung abzustimmen. Banken sind nämlich vertraglich nicht verpflichtet, nicht abgesprochene Verfügungen über das vertraglich vereinbarte Kreditlimit hinaus zuzulassen und können deshalb weitere Kontoverfügungen zurückweisen. Der Kreditnehmer sollte nicht abgestimmte Überziehungen vereinbarter Kreditlimits nicht in der Erwartung vornehmen, die Bank werde diese Überziehungen schon dulden. Die eigenmächtige Überziehung vertraglich vereinbarter Limits stellt nämlich eine Verletzung des Kredit- und auch des Girovertrages dar, die eine außerordentliche Kredit- und sogar Kontokündigung (betrifft die gesamte Geschäftsverbindung) nach sich ziehen kann.
Die Überschreitung einer eingeräumten Kreditlinie stellt im Gesetzessinne ebenfalls eine Duldung dar (§ 505 Abs. 1 Satz 2 BGB). Da es sich um ein Verbraucherdarlehen handelt, sind auch hierbei die §§ 491 ff. BGB uneingeschränkt anzuwenden. Die Überziehungsmöglichkeit über den vereinbarten Kreditrahmen hinaus ist ein atypischer Darlehensvertrag, weil der Vertrag in der Regel nur einen Kreditrahmen vorgibt. Innerhalb dieses Rahmens steht es in der freien Entscheidung des Darlehensnehmers, das Darlehen oder einen Teil tatsächlich abzurufen und zu nutzen. Das juristisch relevante Kriterium für die Abgrenzung ist, ob ein Darlehensvertrag bereits geschlossen wurde, bevor der Darlehensnehmer einen bestimmten Geldbetrag in Anspruch nimmt. Dies wird durch die Begriffe „Recht einräumen“ in § 504 Abs. 1 BGB gewährleistet.

### Erhebliche Überziehung
Eine erhebliche Überziehung liegt nach § 504a Abs. 1 BGB vor, wenn der Kreditnehmer eine ihm eingeräumte Überziehungsmöglichkeit ununterbrochen über einen Zeitraum von sechs Monaten und durchschnittlich in Höhe eines Betrags in Anspruch genommen hat, der 75 Prozent des vereinbarten Höchstbetrags übersteigt. Dann hat das Kreditinstitut dem Kreditnehmer eine Beratungspflicht, die durch ein Beratungsangebot in Textform zu unterbreiten ist. Da Überziehungen durch die Überziehungszinsen verhältnismäßig hohe Kapitalkosten verursachen, haben Kreditinstitute dem Kreditnehmer kostengünstigere Finanzprodukte anzubieten.

### Geduldete Überziehung
Eine „geduldete Kontoüberziehung“ liegt nach § 505 BGB vor, wenn das Guthaben oder eine ausdrücklich eingeräumte Kreditlinie für Verfügungen nicht ausreicht, die Verfügungen aber vom Kreditinstitut dennoch ausgeführt werden, ohne dass es zu einer vorherigen Absprache gekommen ist. Bei der „geduldeten Überziehung“ ist auch der Sonderfall der „erheblichen Überziehung“ (§ 505 Abs. 2 BGB) geregelt, der besondere Informationspflichten der Kreditinstitute auslöst. Als erheblich gilt eine geduldete Überziehung bei einem Überziehungszeitraum von mehr als einem Monat. Die Erheblichkeit ist der Gesetzesbegründung zufolge am konkreten Einzelfall zu bemessen und bezieht auch betragsmäßige Aspekte ein. Je geringer die in einem bestimmten Zeitraum dem Verbraucher auf dem laufenden Konto gutgeschriebenen Beträge seien, desto schneller sei die Überziehung „erheblich“. Es komme demnach auf das konkrete Vertragsverhältnis zwischen Verbraucher und Bank an. Irrelevant bei der Abschätzung der Erheblichkeit sei, ob dem Verbraucher andere Geldquellen zur Verfügung stünden und wie rasch er die Überziehung zurückführen könne. 
Die lediglich geduldete Überziehung begründet jedoch keinen Anspruch des Kontoinhabers auf Auszahlung oder auf Duldung weiterer Überziehungen. Andererseits kann das Kreditinstitut die alsbaldige Rückführung einer geduldeten Überziehung verlangen, ohne den nächsten Rechnungsabschluss abwarten zu müssen. Deshalb darf in aller Regel davon ausgegangen werden, dass geduldete Überziehungen nur für kurze Zeit von Kreditinstituten hingenommen werden. So genannte „interne“, dem Bankkunden nicht offiziell mitgeteilte Kreditlinien, entfalten keine Außenwirkung und begründen ebenfalls keinen Anspruch auf Duldung einer Überziehung.
Bei der „geduldeten“ Überziehung besteht kein Kreditvertrag, sondern dieser kommt erst mit der Auszahlung des Darlehens als „Handdarlehen“ zustande. Eine geduldete Überziehung im Sinne des § 505 Abs. 1 Satz 1 BGB liegt vor, wenn ein Kreditinstitut in einem Verbrauchervertrag über ein laufendes Konto ohne eingeräumte Überziehungsmöglichkeit eine Überziehung des Kontos gegen Entgelt duldet. Einzige Voraussetzung für § 505 BGB ist damit zunächst eine Rahmenvereinbarung (Girovertrag) zwischen Bank und Verbraucher über ein „laufendes Konto“. Bereits in diesem Rahmenvertrag muss zumindest die Möglichkeit einer Saldoüberschreitung gegen Sollzins vorgesehen sein, wobei der Kontoinhaber über Sollzinssatz und weitere Kosten zu informieren ist. Wann diese Information erteilt wird (vor, während oder nach Abschluss des Girovertrags), ist nach § 505 BGB gleichgültig. Sie muss jedenfalls vor der ersten geduldeten Überziehung erteilt worden sein, sonst treten die Rechtsfolgen des § 505 Abs. 3 BGB ein (keine Zins- und Kostenansprüche des Kreditinstituts). Abs. 1 betrifft den Fall, dass in einem Girovertrag zwischen Institut und Verbraucher der Bank ein Anspruch auf Entgelt eingeräumt wird, falls es eine nicht (Satz 1) oder nicht so hoch (Satz 2) vereinbarte Überziehung duldet. Durch die geduldete Überziehung wird konkludent ein Verbraucherdarlehensvertrag abgeschlossen (§ 505 Abs. 2 und 4 BGB). 
Geduldete Überziehungen kommen überwiegend bei Verbrauchern vor, denen keine Überziehungsmöglichkeit eingeräumt wird; dies ist oftmals bei wirtschaftlich schwächeren Personen der Fall. Gerade deshalb sorgt der Gesetzgeber zumindest im Bereich des Verzugs von Rückzahlungen für einen hohen Schutz bei diesen Verträgen. Die § 497 BGB (Verzug) und § 498 BGB (Kündigung bei Verzug) sind daher anzuwenden, ebenso die allgemeinen Vorschriften der §§ 488 bis 490 BGB.

### Bankrecht
Nach der Kapitaladäquanzverordnung (CRR) beginnt bei Überziehungen gemäß Art. 178 Abs. 2a CRR die Überfälligkeit mit dem Tag, an dem der Kreditnehmer ein mitgeteiltes Limit (englisch advised limit) überschritten hat, ihm ein geringeres Limit als die aktuelle Inanspruchnahme mitgeteilt wurde oder er einen nicht genehmigten Kredit in Anspruch genommen hat und der zugrunde liegende Betrag erheblich ist.

## Sonderfall „verdeckte Überziehung“
Diese, für den „durchschnittlich informierten und verständigen Verbraucher, der die situationsadäquate Aufmerksamkeit aufbringt“ komplexe Materie hängt damit zusammen, dass die einzelnen Kontoumsätze eines Girokontos durchaus unterschiedliche Zinswirkung durch ihre Wertstellungen entfalten können, was jedoch im Saldo nicht ohne Weiteres für den Kontoinhaber erkennbar sein muss. Deshalb kommt es vor, dass der Kontoinhaber über vermeintliche Kontoguthaben verfügt, bei denen ganz oder teilweise noch keine Zinswirkung eingetreten ist und er deshalb sein Konto bei einer weiteren Verfügung überzieht. Das hängt mit der Art des Saldos zusammen, auf den kurz eingegangen werden muss.

### „valutarischer Saldo“ oder „Valutensaldo“
Der aktuelle Saldo oder „valutarische Saldo“ beinhaltet alle Kontobewegungen, die mit einer Zinswirkung bis zum Tag der Saldoermittlung verbunden sind, berücksichtigt also nicht etwaige Buchungen mit späterem Wertstellungstag wie Scheck- und Lastschriftbuchungen oder offene Wertpapier-, Devisen- oder Edelmetallabrechnungen, deren Zinswirkung erst später eintritt. Dieser „valutarische Saldo“ ist der Saldo, mit dem der Kontoinhaber bei Verfügungen kalkulieren muss.

### Buchsaldo
In der Umgangssprache wird der Saldo, der alle Buchungen ohne Rücksicht auf ihre Zinswirkung erfasst, häufig als Buchsaldo oder Kontostand bezeichnet. Dieser Saldo beinhaltet alle vorhandenen Kontoumsätze, selbst wenn sie noch keine Zinswirkung entfalten. Das bedeutet, dass hierbei sämtliche Kontoumsätze verbucht sind, auch wenn deren Wertstellung (Valuta) erst später erfolgt. Die Zinswirkung tritt hierbei mit Erreichen des Wertstellungsdatums ein.

### Irreführende Saldoauskunft
Die obige Unterscheidung der Saldenarten zeigt die Komplexität dieses Themas, die von einem durchschnittlichen Bankkunden nur schwer zu durchschauen ist. Wird im Online Banking oder am Geldautomaten ein Saldo angezeigt, darf jedenfalls bei einem Habensaldo der Kunde nach neuerer Rechtsprechung davon ausgehen, dass er hierüber sofort verfügen kann. Dem BGH lag im Jahre 2002 ein Fall zur Entscheidung vor, bei dem eine Rentnerin am 29. September eine Kontostandsauskunft über ihren aktuellen (Buch-)Saldo erhielt, der bereits ihre künftige Rentengutschrift mit Wertstellung 1. Oktober enthielt. Hierzu entschied der BGH, dass es unzulässig sei, wenn die Bank den Buchsaldo am Geldautomaten anzeige. Dies führe dazu, dass der Kunde Gelder abhebe, die zwar buchungsmäßig, aber nicht valutarisch dem Konto gutgeschrieben sind. Damit verletzten die Kreditinstitute ihre vertraglichen Pflichten aus einem Girovertrag, wenn sie Kontoinhabern jeweils in den letzten Tagen des Monats auf Kontostandsabfragen am Geldautomaten unrichtige Auskünfte über den Stand ihrer Girokonten erteilten (§§ 676 f., § 675 Abs. 1 BGB i. V. m. § 666 BGB). Diese Irreführung von Kunden sei ohne Weiteres vermeidbar, entweder durch aufklärende Hinweise oder durch (teilweisen) Verzicht auf den zusätzlichen Kundenservice einer automatisierten Auskunft über den Kontostand. Die Kontostandsauskunft am Geldautomaten sei dem BGH zufolge durch die Ausweisung von Rentenzahlungen vor ihrer Wertstellung als Guthaben so eingerichtet, dass eine Vielzahl von Kunden bei einer Kontostandsabfrage irregeführt werden kann. Die Kunden könnten durch diese Kontostandsauskunft veranlasst werden, durch ungewollte Kontoüberziehungen Kreditleistungen der Banken in Anspruch zu nehmen, die sie bei zutreffender Kontostandsangabe nicht in Anspruch genommen hätten. In Fortführung dieser Rechtsprechung entschied dann der BGH im Jahre 2007, dass auch Kontoauszüge irreführend sind, wenn der Kontosaldo auch nicht „wertgestellte“ Beträge enthält, über die bis zur Wertstellung noch nicht ohne Belastung mit Sollzinsen verfügt werden kann, selbst wenn die einzelnen Kontoumsätze die unterschiedliche Wertstellung anzeigen.
Abweichungen zwischen Buchungs- und Wertstellungstag, die sich dem ausgewiesenen Tagessaldo nicht unmittelbar entnehmen lassen, treten im Massenzahlungsverkehr häufig auf. Allerdings, so stellt der BGH weiter fest, sei der so angegebene Kontostand nicht unrichtig. Denn er gebe das für den Kunden verfügbare Tagesguthaben zutreffend wieder, das von den für die Zinsberechnung maßgeblichen Zwischensalden zu unterscheiden sei. Auch objektiv zutreffende Angaben können jedoch irreführend sein, wenn ein beachtlicher Teil der angesprochenen Kontoinhaber damit eine unrichtige Vorstellung verbinde.
Nach Auffassung des BGH erkenne jedenfalls ein erheblicher Teil der Bankkunden mangels eines entsprechenden Hinweises beim Kontostand den Unterschied zwischen verfügbarem Kontostand und zinsfrei verfügbarem Guthaben nicht, sodass bei diesen Kunden unrichtige Vorstellungen darüber entstehen, in welchem Umfang sie ohne Zinsbelastung verfügen können.
Die Kreditinstitute haben aufgrund dieser Rechtsprechung die Angabe des Buchsaldos weitgehend eingestellt oder berechnen keine Sollzinsen mehr für diese „verdeckten Überziehungen“. Sie heißen verdeckte Überziehungen, weil sie für den durchschnittlichen Bankkunden auf Anhieb nicht erkennbar sind.

## Wirkung
Beim vertraglich vereinbarten Kontokorrent- oder Dispositionskredit geht der Auszahlung durch das Kreditinstitut die Annahmeerklärung des Bankkunden durch Abruf des zuvor eingeräumten Kredits voraus, so dass wenigstens kurze Zeit ein Anspruch des Kontoinhabers auf Auszahlung des abgerufenen Betrags besteht. Die bloße Duldung einer Kontoüberziehung hingegen gibt dem Kunden gegen die Bank keinen Anspruch auf Kredit, sondern es besteht bis zur Auszahlung nur eine Chance auf Duldung der Überziehung. Lediglich geduldete Überziehungen gewähren deshalb Kontoinhabern keine Planungssicherheit und sollten in vertraglich vereinbarte Kontokorrent- oder Dispositionskredite umgewandelt werden.
Vorhandene Überziehungen lösen einen meist deutlich über dem Sollzins liegenden Überziehungszins aus, dessen Höhe sich nach Umfang und/oder Dauer der Überziehung richten kann. Der Überziehungszins ist in Fachliteratur und Rechtsprechung unumstritten, lediglich laufzeitunabhängige Bankgebühren wie etwa Bearbeitungsgebühren sind unzulässig.

## Wirtschaftliche Aspekte
Kontoüberziehungen gelten als Negativmerkmal beim Rating (Unternehmen) und Kreditscoring (Privatpersonen), denn sie sind als Indikator einer schlechten Liquiditätsplanung bzw. privaten Liquiditätsrechnung sowie eines erhöhten Kreditrisikos anzusehen. Überziehungen sind deshalb wirtschaftlich ausnahmsweise nur vertretbar, wenn sie kurzfristig benötigt werden und ein Kreditvertrag deshalb kurzfristig nicht abgeschlossen werden kann, aber Einnahmen mindestens in Höhe der Überziehung künftig sicher zu erwarten sind. Keinesfalls dürfen Überziehungen zur Konsum- oder Investitionsfinanzierung missbraucht werden. Überziehungen sind wegen der überproportionalen Überziehungszinsen sehr teuer, so dass der Kreditnehmer abzuwägen hat, ob er einen Kreditantrag zwecks Erhöhung des Dispositionskredites oder anderer Kreditarten stellt. Die überproportional hohen Überziehungszinsen führen auch – bei Zinskapitalisierung – zum exponentiellen Wachstum des Sollsaldos.
Einer Statistik zufolge gab es im Jahre 2013 in Deutschland 98,55 Millionen Girokonten, von denen 75 % einen Dispositionskredit beinhalteten, 8,8 % der Kontoinhaber überzogen permanent, 8,5 % jeden Monat und 6,5 % überzogen länger als 6 Monate und in Höhe von über 75 % der eingeräumten Überziehungsmöglichkeit.

## International
International ist die Überziehung (englisch bank overdraft) in diesem Sinne unbekannt. Die Kreditaufnahme muss sich jederzeit innerhalb vorhandener Kreditlinien (englisch overdraft limits) bewegen. Überziehungen über bestehende Kreditlinien hinaus würden deshalb vom Kreditgeber als erhöhtes Kreditrisiko angesehen, weil der Kreditnehmer offensichtlich nicht imstande ist, eine vorausschauende Finanzplanung aufzustellen, die auch unerwartete Liquiditätsengpässe berücksichtigt. Als Überziehungslinien (englisch overdraft facilities) werden Kreditlinien an Privatpersonen und Unternehmen zusammengefasst, die den kurzfristigen Kreditbedarf decken sollen.
Wer als Privatperson unerwartete Liquiditätsengpässe hat, muss diese im Rahmen vorhandener Kreditkartenlimits disponieren. Dem Kontokorrentkredit ähnelt bei Unternehmen die Revolving Credit Facility, bei der eine vertraglich vereinbarte Kreditlinie wiederholt in Anspruch genommen werden kann, aber ein Habensaldo nicht entstehen darf. Der bloßen Liquiditätssicherung dient die Stand-by-Facility, die üblicherweise im Regelfall nicht in Anspruch genommen wird. Überziehungen dieser Limite stellen einem Vertragsbruch (englisch breach of contract) dar, der zur Kreditkündigung durch den Kreditgeber berechtigt.